# Центральный канал (Франция)
Центральный канал (фр. Le Canal du Centre) — канал в департаменте Сона и Луара (Бургундия — Франш-Конте, Франция).
Канал, построенный в 1784—1791 годах и соединяющий реки Сона и Луара, имеет длину 112 км и 61 шлюз. Начинается канал в Шалон-сюр-Соне на реке Сона, кончается, соединяясь с Боковым (обводным) каналом Луары в Дигуэне. Высшая точка — 301 м над уровнем моря, низшая — 175 м в Шалон-сюр-Соне.
Важнейшие порты — Дигуэн, Монсо-ле-Мин, Шаньи, Шалон-сюр-Сон. Основные грузы — стройматериалы, уголь, металлы

## Галерея

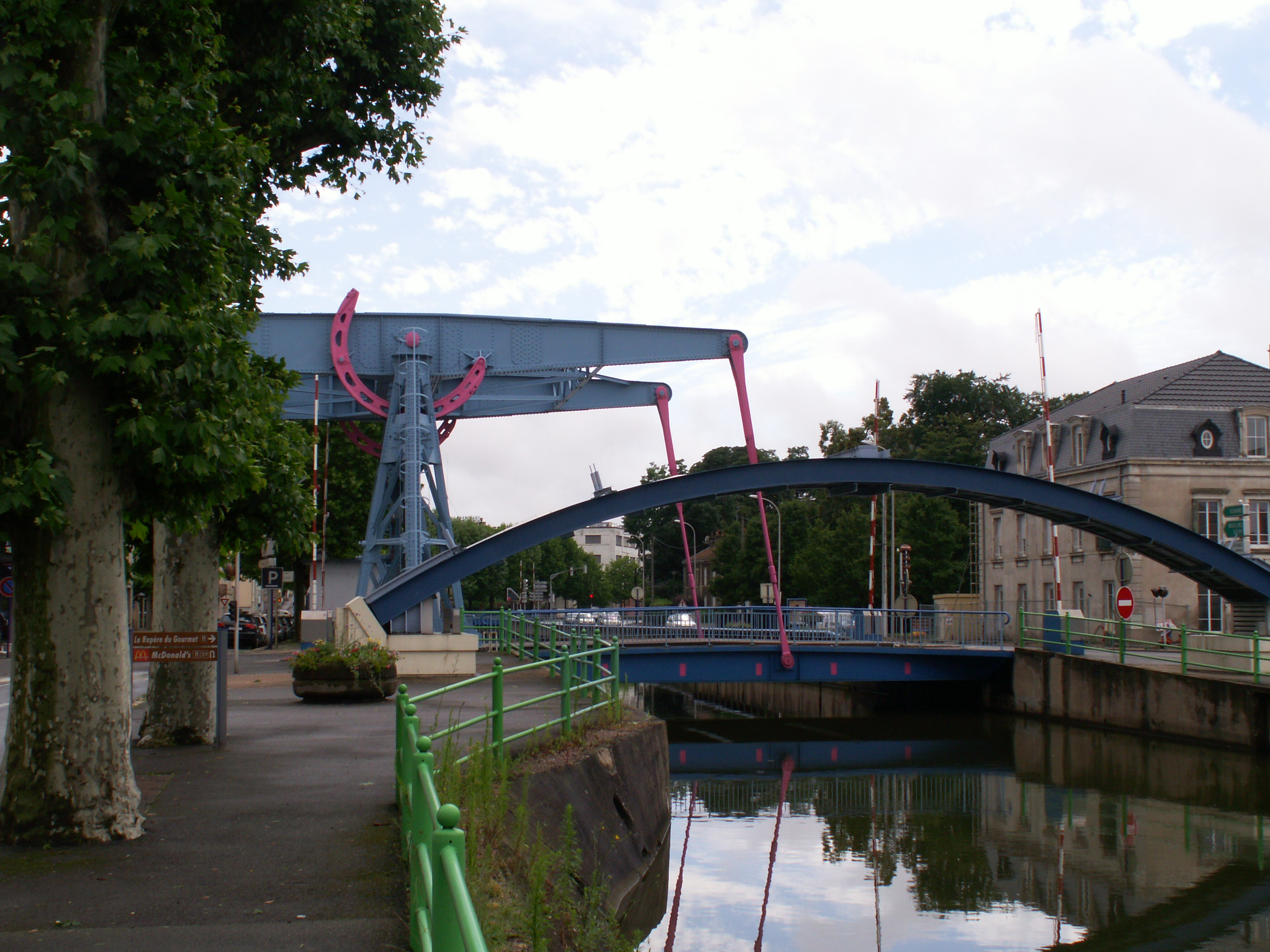
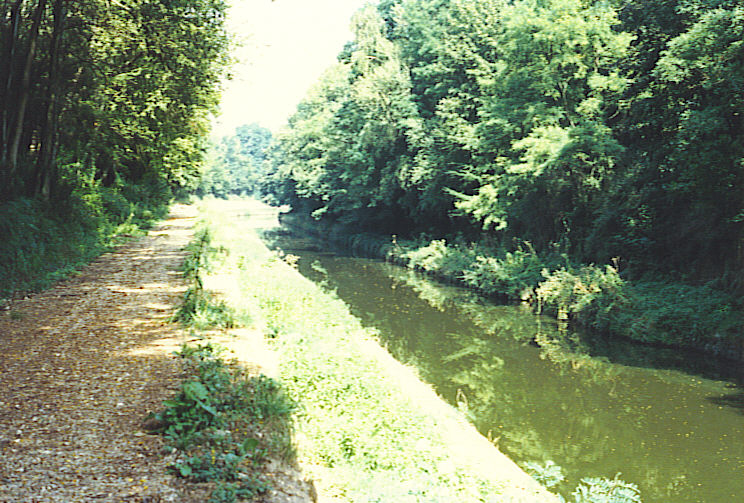
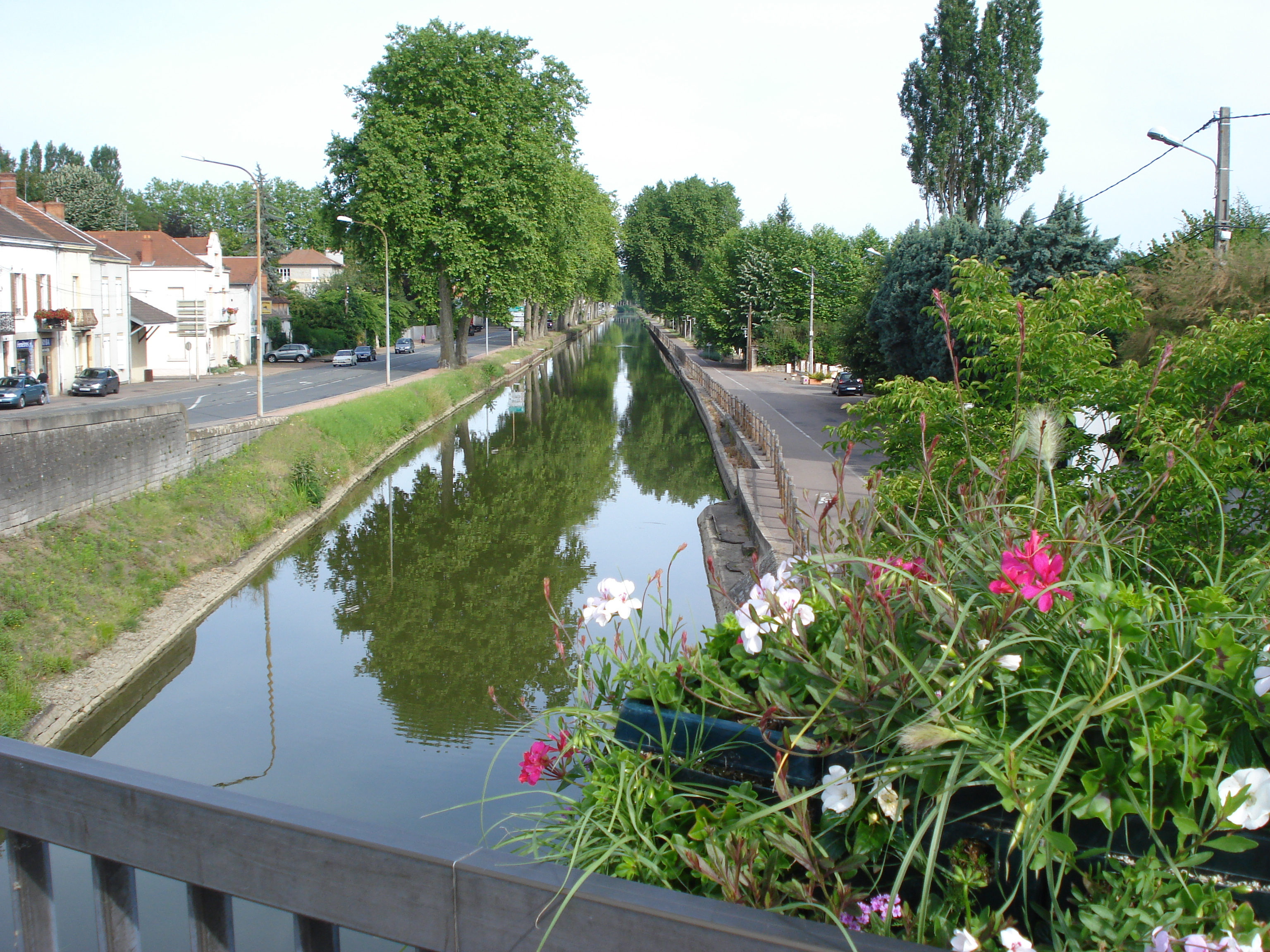
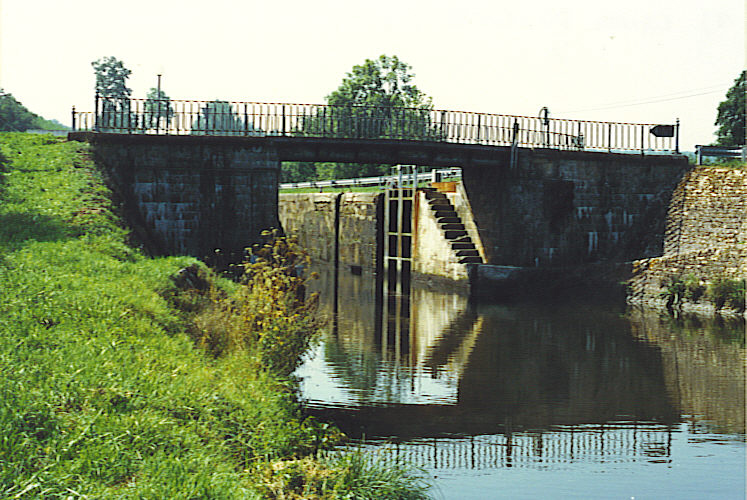